# Première dame d'honneur

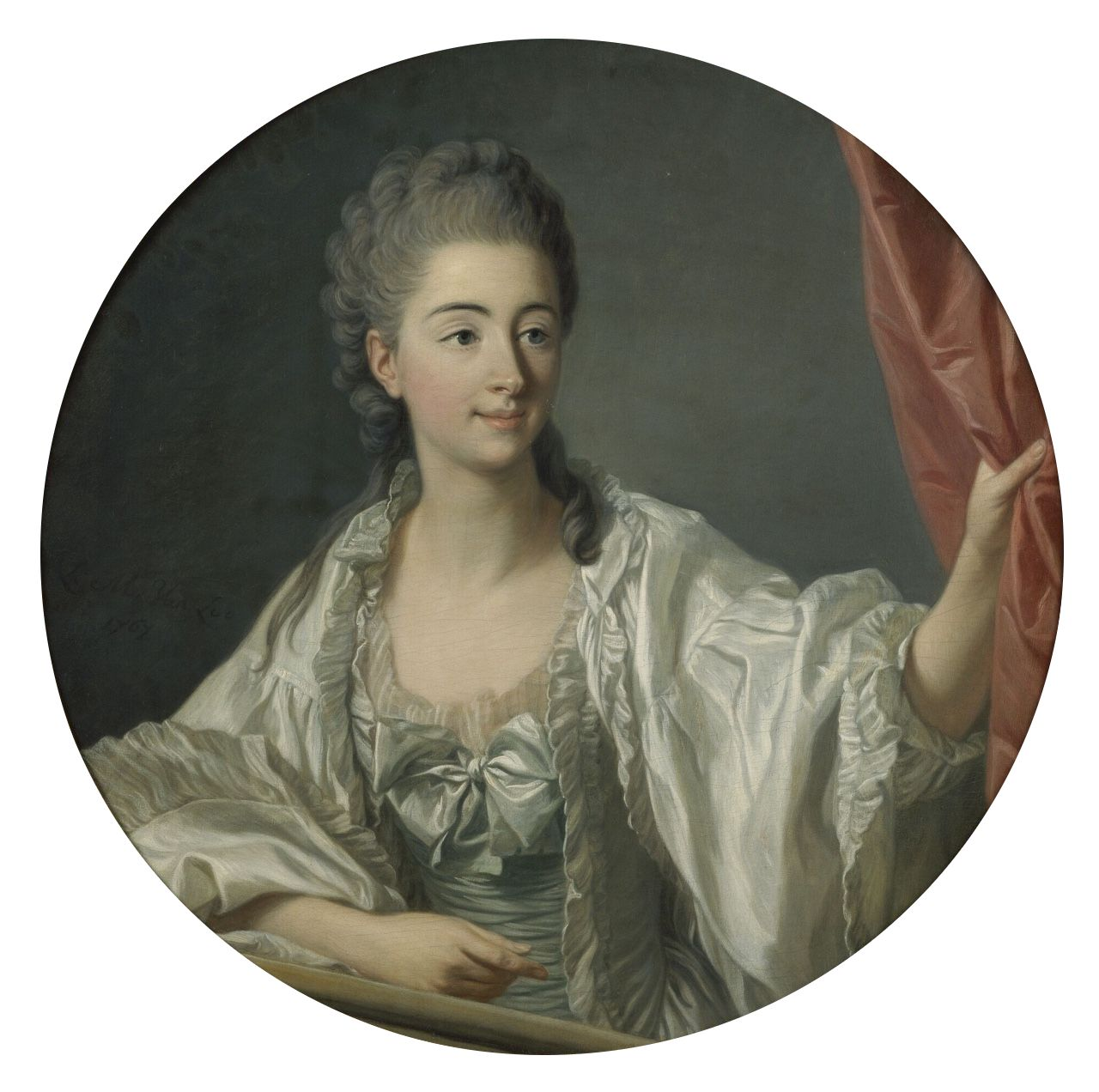
Portrait de la princesse de Chimay, première dame d'honneur de la reine Marie-Antoinette.

La Première dame d'honneur est un rang dans la Maison de la reine, elle occupe le second rang après la surintendante de la Maison de la Reine à la cour française. Elle supplée la surintendante en son absence.

## Première dame d'honneur de la reine

### Anne de Bretagne (1477-1514)
- 1494-1496 : Jehanne de Courandon, dame de Segré [2]
- 1496-1498 : Mathurine du Perrier, dame de la Guerche [2]
- ?-1514 : Jacqueline d'Astarac, dame de Mailly

### Marie Tudor (1496-1533)
- 1514 : Françoise de Maillé, dame d'Aumont [3]

### Éléonore de Habsbourg (1498-1558)
- 1530-1535 : Louise de Montmorency
- 1535-1538 : Jeanne d'Angoulême
- 1538-? : Beatrix Pacheco

### Catherine de Médicis (1519-1589)
- 1547-1560 : Françoise de Brézé
- 1560-1561 : Jacqueline de Longwy

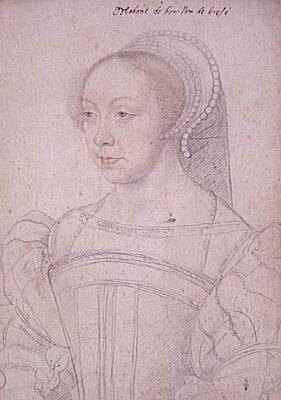
Françoise de Brézé, première dame d'honneur de Catherine de Médicis.

- 1561-1578 : Philippes de Montespedon
- 1578-1589 : Alphonsine Strozzi

### Marie Stuart (1542-1587)
- 1559-1560 : Guillemette de Sarrebruck

### Élisabeth d'Autriche (1554-1592)
- 1570-1574 : Madeleine de Savoie

### Louise de Lorraine-Vaudémont (1553-1601)
- 1575-1583 : Jeanne de Vivonne
- 1583-1585 : Louise d'Halluin
- 1583-1588 : Fulvia Pico della Mirandola

### Marguerite de France (1553-1615)
- 1572-1575 : Charlotte de Vienne

### Marie de Médicis (1575-1642)

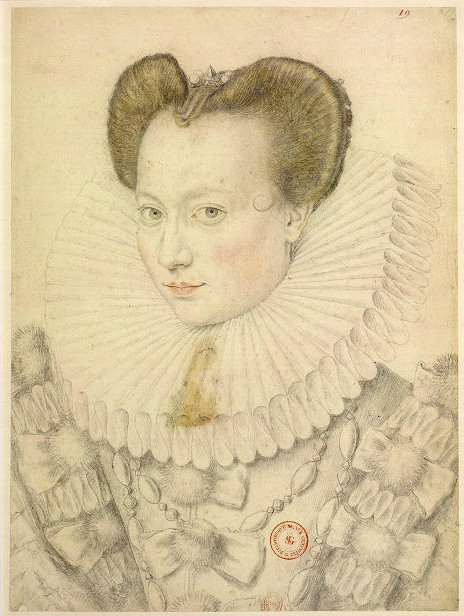
Antoinette de Pons, première dame d'honneur de Marie de Médicis.

- 1600-1632 : Antoinette de Pons

### Anne d'Autriche (1601-1666)
- 1615-1618  : Inés de la Torre
- 1615-1624 : Laurence de Clermont-Montoison
- 1624-1626 : Charlotte de Lannoy
- 1626-1638 : Marie-Catherine de La Rochefoucauld
- 1638-1643 : Catherine de Saint-Maure
- 1643-1666 : Marie-Claire de Bauffremont

### Marie-Thérèse d'Autriche (1638-1683)
- 1660-1664 : Suzanne de Baudéan
- 1664-1671 : Julie d'Angennes
- 1671-1680 : Anne Poussard de Fors du Vigean
- 1680-1683 : Anne-Armande de Saint-Gelais de Lansac

### Marie Leszczynska (1703-1768)

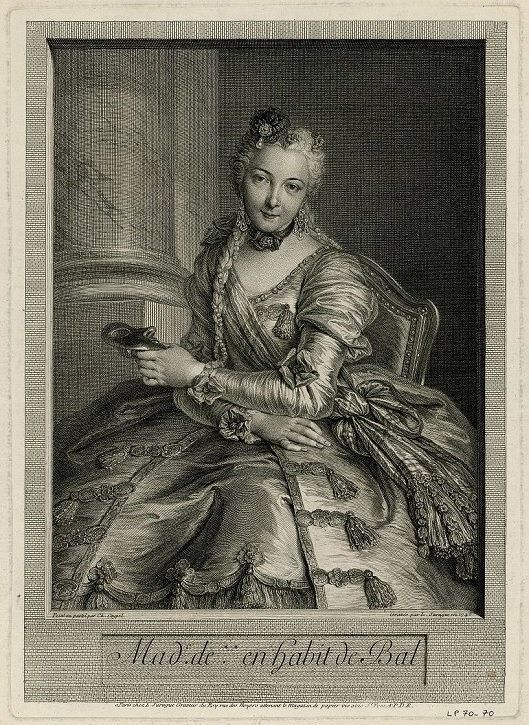
Anne-Claude-Louise d'Arpajon, comtesse de Noailles, première dame d'honneur de Marie Leszczynska puis de Marie-Antoinette.

- 1725-1735 : Catherine-Charlotte de Gramont
- 1735-1763 : Marie Brûlart de La Borde
- 1763-1768 : Anne-Claude-Louise d'Arpajon

### Marie-Antoinette d'Autriche (1755-1793)
- 1770-1775 : Anne-Claude-Louise d'Arpajon
- 1775-1791 : Laure-Auguste de Fitz-James
- 1791-1792 : Geneviève de Gramont

### Joséphine de Beauharnais (1763-1814)
- 1804-1809 : Adélaïde de Pyvart de Chastullé

### Marie-Louise d'Autriche (1791-1847)
- 1810-1814 : Louise de Guéhéneuc

### Marie-Amélie de Bourbon-Siciles (1782-1866)
- 1830-1849 : Christine-Zoë de Montjoye[4]

### Eugénie de Montijo (1826-1920)

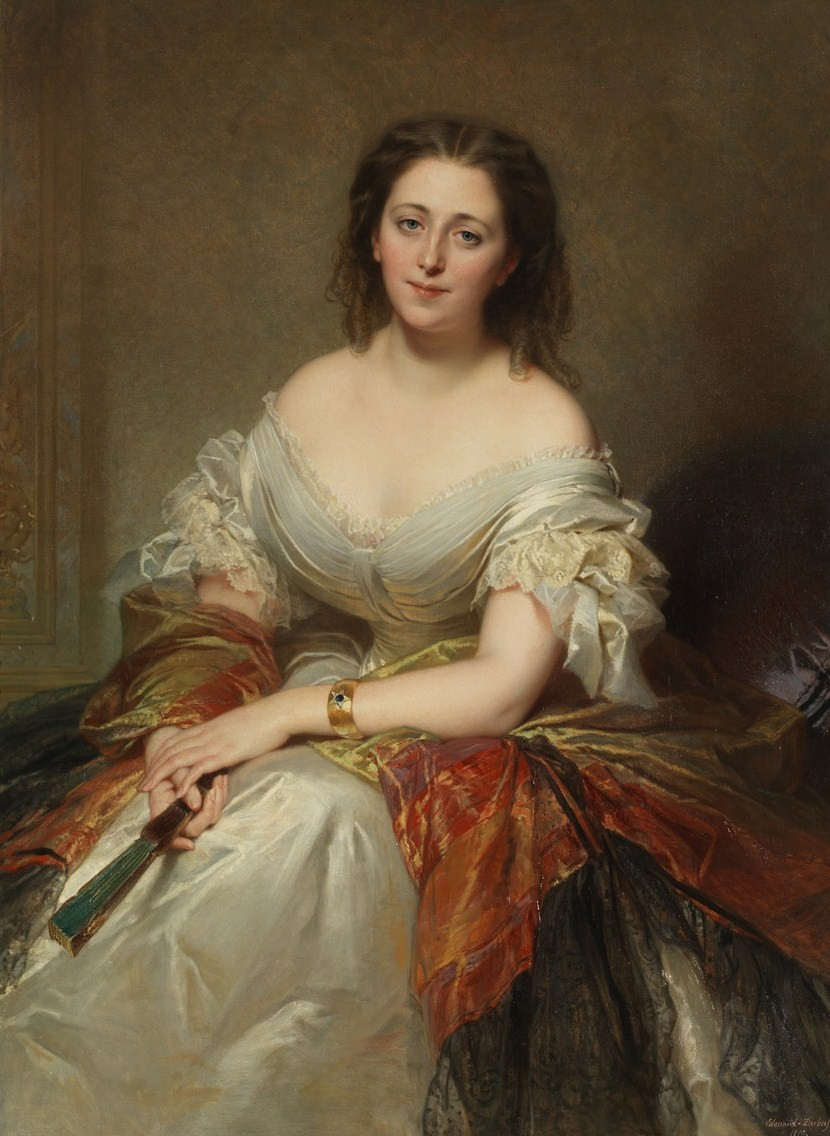
Marie-Anne di Ricci, première dame d'honneur de l'impératrice Eugénie et dernière à exercer la fonction de première dame d'honneur en France.

- 1853-1867 : Pauline van der Linden d'Hooghvorst
- 1867-1870 : Marie-Anne di Ricci

## Autres premières dames d'honneur

### Marie-Anne de Bavière (1660-1690)
- 1680-1684 : Anne Poussard de Fors du Vigean
- 1684-1690 : Catherine-Henriette d'Harcourt de Beuvron, duchesse d'Arpajon (épouse de Louis d'Arpajon)[5]

### Françoise-Marie de Bourbon (1677-1749)
- 1692-1729 : Madeleine de Laval-Bois-Dauphin, maréchale de Rochefort (épouse de Henri Louis d'Aloigny)
- 1729-1738 : Marianna Spinola, duchesse de Nevers

### Marie-Adélaïde de Savoie (1685-1712)
- 1697-1712 : Marguerite-Louise de Béthune, duchesse du Lude (épouse de Henry de Daillon) [6]

### Marie-Louise-Élisabeth d'Orléans (1695-1719)
- 1710-1719 : Marie-Gabrielle de Durfort, duchesse de Saint Simon (épouse de Louis de Rouvroy de Saint-Simon)

### Marie-Thérèse d'Espagne (1726-1746)
- 1745-1746 : Marie-Angélique Frémyn de Moras, duchesse de Villars-Brancas

### Marie-Josèphe de Saxe (1731-1767)
- 1747-1762 : Marie-Angélique Frémyn de Moras, duchesse de Villars-Brancas
- 1762-1767 : Louise-Diane-Françoise de Clermont-Gallerande, duchesse de Villars-Brancas[7]

### Adélaïde de France (1732-1800)
- 1781-1800 : Françoise de Chalus

### Victoire de France (1733-1799)
- 1775-1786 : Anne-Marie de La Faurie de Monbadan, duchesse de Civrac (mère de la suivante)
- 1786-1799 : Angélique-Victoire de Durfort-Civrac

### Marie-Joséphine de Savoie (1753-1810)
- 1771-1772 : Louise-Diane-Françoise de Clermont-Gallerande, duchesse de Villars-Brancas
- 1772-1774 : Marie-Christine-Chrétienne de Rouvroy de Saint-Simon
- 1774-1791 : Marie-Antoinette-Rosalie de Pons de Roquefort, duchesse de La Vauguyon (épouse de Paul-François de Quelen de La Vauguyon)

### Marie-Thérèse de Savoie (1756-1805)
- 1774-1789 : Adélaïde-Philippine de Durfort de Lorges, duchesse de Lorges (épouse de Jean-Laurent de Durfort-Civrac)

### Élisabeth de France (1764-1794)
- 1779-1792 : Diane-Louise-Augustine de Polignac

### Marie-Thérèse de France (1778-1851)
- 1799-1823 : Bonne Marie Félicité de Montmorency-Luxembourg
- 1823-1830 : Anne-Félicité Simone de Sérent, duchesse de Damas-Crux (fille de la précédente)[8]

### Marie-Caroline de Bourbon-Siciles (1798-1870)
- 1816-1830 : Blanche-Joséphine Le Bascle d'Argenteuil